# Amphipyra glabella
Amphipyra glabella (tên tiếng Anh: Grey Amphipyra hoặc Smooth Amphipyra) là một loài bướm đêm thuộc họ Noctuidae. Nó được tìm thấy ở New York và Quebec phía tây đến miền nam British Columbia, phía nam đến Georgia và Colorado.
Sải cánh dài 33–40 mm. Con trưởng thành bay từ tháng 8 đến tháng 9 tùy theo địa điểm. Có một lứa một năm.
Ấu trùng ăn lá của Populus balsamifera và Pseudotsuga menziesii in phần phía tây của its range.